# Gottfried Fuchs
Gottfried Fuchs (Karlsruhe, 3 maggio 1889 – Montréal, 25 febbraio 1982) è stato un calciatore tedesco, di ruolo attaccante.

## Carriera
Giocò per la maggior parte della carriera nel Karlsruhe, con cui vinse il campionato tedesco nel 1910. Con la Nazionale prese parte alle Olimpiadi del 1912, nel corso delle quali segnò 10 reti in una vittoria per 16-0 contro la Russia e si laureò così vice-capocannoniere del torneo. Di origini ebraiche, per sfuggire alle persecuzioni fuggì in Canada e vi morì negli anni '80.

## Palmarès

### Club

#### Competizioni nazionali
- Campionato tedesco: 1

Karlsruhe: 1910

#### Competizioni regionali
- Campionato della Germania meridionale: 3

Karlsruhe: 1910, 1911, 1912